# Colom feréstec de Tolima
El colom feréstec de Tolima (Leptotila conoveri) és un colom de la zona Neotropical, per tant un ocell de la família dels colúmbids (Columbidae). Habita la selva humida dels Andes, a Colòmbia central.